# 58. Infanterie-Division (Wehrmacht)
Die 58. Infanterie-Division war ein Großverband der deutschen Wehrmacht.

## Geschichte

### Aufstellung
Die 58. Infanterie-Division wurde am 26. August 1939 durch den Wehrkreis X Hamburg neu aufgestellt im Rahmen der 2. Aufstellungswelle (Mobilmachungs-Divisionen). Die Aufstellung fand statt in Lüneburg, Flensburg, Rendsburg und Oldenburg.

### Westwall
Sie verlegte im September 1939 an die Westgrenze im Saargebiet zur Sicherung und zur weiteren Ausbildung.

### Westfeldzug
Erster Kampfeinsatz der Division erfolgte im Westfeldzug vom 10.5. bis 25. Juni 1940 im Verband des XXIII. Armeekorps der 16. Armee.

### Besatzungstruppe in Belgien
Danach diente sie bis zum 20. April 1941 als Besatzungstruppe in Belgien.
Anschließend wurde die Division in Ostpreußen versammelt.

### Unternehmen Barbarossa
Ab dem 22. Juni 1941 nahm der Verband am Krieg gegen die Sowjetunion im Verband der 18. Armee der Heeresgruppe Nord teilzunehmen. Die Division drang bis in Sichtweite von Leningrad vor und war dann dort vom September 1941 bis Dezember 1942 in Abwehrkämpfen sowohl vor Leningrad als auch bei Oranienbaum und am Wolchow eingesetzt.
Es folgten kurzzeitig Einsätze bei Demjansk und Nowgorod, dann von April bis September 1943 wieder vor Leningrad. Der sowjetische Durchbruch auf Newel zwang zur Verlegung mehrerer Divisionen an den Südflügel der Heeresgruppe Nord, so auch die der 58. Inf.-Div. In den dortigen schweren Kämpfen konnte die Division neue Abwehrerfolge erzielen. Der Durchbruch der Sowjets durch die deutschen Linien vor Leningrad und der Vorstoss bis an die estnischen Grenzen hatte die erneute Verlegung der Division zur Folge, diesmal an die Narwa, wo sie bis in den Juli 1944 eingesetzt blieb.
Die enormen Erfolge der Sowjets in der Sommerschlacht 1944 hatten zur Folge, dass u. a. die 58. Inf.-div. wieder an den neuen Südflügel der HGr. Nord zurückverlegte und sich dort im Raum Dünaburg verteidigte. Die Räumung Estlands und Livlands im September 1944 und der Durchbruch der Sowjets Anfang Oktober bis zur Ostsee nördlich Memel machte es erforderlich, die Division auf dem Seeweg zur Verteidigung Memels in den dortigen Brückenkopf zu verlegen.

### Ostpreußen
Der Schutzring um  Memel, in dem die Division bis zur Räumung Ende Januar 1945 über die Kurische Nehrung ins Samland verblieb, war schwer umkämpft. Anschließend war die 58. Inf.-Div. noch zur Verteidigung des Samlandes im Einsatz, bis dieses verloren ging und ihre Restteile über die Frische Nehrung zur Weichselniederung marschierten, wo bei Stutthof ein Auffangplatz eingerichtet war. Von dort erfolgte die Überfahrt zur Halbinsel Hela.
Auf der Halbinsel erfolgte dann am 8. Mai 1945 die Kapitulation und tags danach begann der Marsch der Überlebenden in die sowjetische Gefangenschaft.

## Gliederung
| 1939                                                                    | 1944                                          |
| ----------------------------------------------------------------------- | --------------------------------------------- |
| Infanterie-Regiment 154 Infanterie-Regiment 209 Infanterie-Regiment 220 | Grenadier-Regiment 154 Grenadier-Regiment 209 |
|                                                                         | Divisions-Füsilier-Bataillon 58               |
| Artillerie-Regiment 158                                                 |                                               |
| Pionier-Bataillon 158                                                   |                                               |
| Panzerabwehr-Abteilung 158                                              | Panzerjäger-Abteilung 158                     |
| Aufklärungs-Abteilung 158                                               |                                               |
| Feldersatz-Bataillon 158                                                |                                               |
| Infanterie-Divisions-Nachrichten-Abteilung 158                          |                                               |
| Infanterie-Divisions-Nachschubführer 158                                | Divisions-Versorgungs-Regiment 158            |

## Kommandeure
- Generalleutnant Iwan Heunert – 1. September 1939 bis 4. September 1941
- Generalleutnant Friedrich Altrichter – 4. September 1941 bis 2. April 1942
- Generalleutnant Karl von Graffen – 2. April 1942 bis 1. Mai 1943
- Generalleutnant Wilhelm Berlin – 1. Mai bis 7. Juni 1943
- Generalleutnant Curt Siewert – 7. Juni 1943 bis 13. April 1945
- Oberst Fritz Klasing – 13. April bis 8. Mai 1945

## Bekannte Divisionsangehörige
- Werner von Haeften (1908–1944), Reserveoffizier und Widerstandskämpfer gegen den Nationalsozialismus (Beteiligter am Attentat vom 20. Juli 1944)[1]
- Curt Siewert (1899–1983), war 1957 als Generalmajor des Heeres der Bundeswehr, stellvertretender Kommandierender General des III. Korps